# 天主教實武牙教區
天主教實武牙教區（拉丁語：Dioecesis Sibolgaensis）是印度尼西亞一個羅馬天主教教區，位於蘇門答臘島西部，屬棉蘭總教區。2005年有教友197,383人、14個堂區、56名司鐸。現任主教為卢德维科斯·希曼努兰。
1959年11月17日自棉蘭代牧區設監牧區。1980年10月24日升為教區。